# برج الزامل

برج الزامل هو ناطحة سحاب في فريج الفاضل، المنامة، البحرين، ويقع مقابل فندق شيراتون البحرين عبر مقر الحكومة. بني البرج في عام 2005 ويتكون من 21 طابق وتبلغ مساحته 16893 متر مربع ويحتوي على 154 موقف سيارة. حصل على جائزة آغا خان للعمارة في عام 2007.